# Frank H. Netter
Pour les articles homonymes, voir Netter.
 (avril 2025).
Le contenu est difficilement compréhensible vu les erreurs de traduction, qui sont peut-être dues à l'utilisation d'un logiciel de traduction automatique.
Frank H. Netter, né le 25 avril 1906 à Manhattan et mort le 17 septembre 1991, est un anatomiste-artiste américain de renommée mondiale, auteur entre autres du célèbre Atlas d'anatomie humaine, majoritairement utilisé par des étudiants en médecine pour ses qualités pédagogiques et iconographiques.

## Biographie

### Enfance et adolescence
Frank Henry Netter est né à New-York en 1906, fils de Charles Netter (1865-1919) et Esther Adel Slutsky (1873-1924). Ses deux noms, Frank et Henry, ont été donnés pour commémorer les héros historiques américains Benjamin Franklin et Patrick Henry.
Il était le troisième de trois enfants, après George Netter (1900-1978) et Rose Netter (1902-1976). Dès son enfance Il se révèle être un observateur attentif montrant un talent artistique remarquable et une grande imagination. Après des études artistiques à la Art Students League of New York il étudia la médecine à la New York University School of Medicine où il fut diplômé en 1931.
Passionné depuis l'enfance par la conception et la peinture, Frank Henry Netter a décidé que sa carrière avenir et son travail seront basés sur une étude significative des personnes, des mouvements et de l'humeur, ainsi que leur représentation. Il a pu se reconnecter à chaque instant de son enfance dans un quartier très précis et était toujours prêt à dessiner tous ceux qui passeraient devant ses yeux. Comme preuve de ses compétences particulières on note le portrait de sa mère Esther. Dans ce tableau, en utilisant uniquement des parties linéaires et la technique de clair-obscur, Frank Netter âgé de 11 ans pouvait représenter avec authenticité son environnement familial.
Les années suivantes ont été nettement moins bonnes pour Netter, car entre 1918 et 1920, la ville de New York a été frappée par une épidémie au cours de laquelle il a perdu son père Charles à cause d'un cancer du pancréas et son oncle Abraham, à cause d'une infection du poumon aiguë. Dans la même période, son frère George Maggiore tombe aussi malade cependant il réussit à se remettre complètement de sa maladie.
En 1919, il a été admis au DeWitt Clinton High School, où il a suivi des cours et des conférences principalement liés à l'art. Grâce à son professeur, l’impressionniste américain Bernard I. Vert, Netter a appris ses techniques qui seraient fondamentales plus tard. Dans les mêmes années, il était connu pour ses compétences artistiques au point de devenir le principal illustrateur de son journal de l'école, Magpie.
Il a ensuite étudié la conception à la Ligue à la National Academy of Design Art Student.

### Collèges et premières illustrations
À la fin de sa carrière scolaire et après quelques doutes sur son avenir et les discussions familiales, Netter a décidé de signer en 1927 à Université de New York Medical College motivé par les paroles de sa sœur (qui a obtenu son diplôme en médecine en 1927): "Soyez un médecin! "
Il faut ajouter que Netter compris que l'art lui-même comme seule occupation ne lui permettait pas de vivre confortablement et avait pour cette raison a décidé de se consacrer aux études de médecine.
« L'ho vissuta, amata, sono stato entusiasta di tutto ciò, ma ora è giunta al termine. »
« Je l'ai vécu, aimé, je suis excité à ce sujet, mais il vient maintenant à sa fin. »
Dès le début de ses études, Netter a réalisé que la meilleure méthode d'apprentissage était de dessiner ce qu'il avait lu dans des manuels ou même ses propre notes. À partir de simples brouillons et croquis anatomiques, Netter est venu à dessiner et à peindre des tables entières explicatives et illustrations anatomique-physiologique. Son dévouement lui a permis d'être apprécié d'abord par ses amis et plus tard par des collègues qui ont commencé à s'intéresser à ses travaux. Ses tableaux, la note explicative comment parfaitement réalisé, ont généré un réel affaires au point d'être recherché et appartenant à chaque étudiant en médecine NYUMC. A également augmenté l'intérêt de professeurs associé structuré et qui a pris fin avec l'utilisation de ses tableaux comme base d'étude et enseignement.
Au cours de ses études Netter a consacré beaucoup d'admiration pour sa sœur Rose. Après avoir été diplômé le premier à NYUMC femme structuré à l'intérieur du Beth Israel Hospital élevé, donc non seulement l'importance de la famille Netter, mais aussi l'esprit pionnier et novateur transmis de grand-père Frank et Rose Netter, Jacob Mortdecai Netter (Patriot anglais, aventurier et voyageur).
En 1929, Frank Netter MacFayden a rencontré Marie, une jeune fille venant d'emménager à l'« Université de Caroline du Nord »qui allait devenir sa femme deux ans plus tard (17 Juin 1931).
Dans l'année de son premier mariage, (Coïncidant avec la fin des études universitaires) Netter était consacré une poésie profetizzante. un tradition en fait, il prévoyait la livraison de certaines strophes à chaque nouveau diplômé au NYUMC par le Bellevue Violet (journal collège local).
« Disegna con la penna, disegna con l'inchiostro, illustra i suoi appunti anatomici, usa i colori, blu e rosa, per schematizzare gole congestionate. Lui è spesso in ritardo, ma che importa? Arriverà comunque. Vi presentiamo, con grande clamore, Frank Netter, nato per la gloria. »
« Il dessine avec un stylo, dessin à l'encre, il illustre ses notes anatomiques, utilise pour décrire les gorges encombrées les couleurs bleu et rose. Il est toujours en retard, mais peu importe. Il restera le même, au succès retentissant, Frank Netter, né pour la gloire. »
— (Bellevue Violet, le poème de remise des diplômes de Frank Netter)
Frank Netter est devenu un prestigieux chirurgien et est entré 1933 dans une clinique chirurgicale. Néanmoins, il a continué à faire des illustrations anatomiques en marge. Une dizaine d'années plus tard, il a servi service militaire au cours de la Guerre mondiale dans l'armée Américaine et à ce moment-là, il a écrit plusieurs manuels d'habillages et premiers soins accompagné de nouvelles tables. Son style d'une unique précision millimétrique unis dans la représentation de détail à une forte composante humaniste contenue dans l'expression de ses modèles. Chaque maladie, pathologie ou blessure, Il a été caractérisé par une expression différente du visage, lié aux explications diagnostique, fourni plus de détails sur l'état d'esprit possible du patient. Netter aimait à l'aide des parents, des amis et des connaissances en tant que modèles pour ses tables en insérant parfois camées de lui-même.
Après avoir divorcé de sa première femme, il a épousé Vera Burrows dans Frank Netter 1956. La nouvelle situation émotionnelle beaucoup plus calme que la précédente l'a aidé à faire ce choix qui allait changer sa vie : quitter la profession médicale pour se consacrer uniquement à l'illustration anatomique.
Après la demande de coopération de nombreuses sociétés pharmaceutiques, Netter a accepté la collaboration par Ciba-Geigy (maintenant Novartis Pharmaceuticals), dont le siège est à Bâle et du géant de l'industrie chimique Suisse. À partir de ce moment et pour plus de cinquante ans Frank Netter restera partenaire de la publication au début Clinical Symposia et par la suite augmenté collection sous le nom de Ciba Collection.

Au cours des années qui ont suivi, Netter a transformé le monde à la recherche de nouveaux essais cliniques également d'intérêt La médecine traditionnelle chinoise et en particulier à la technique de l'acupuncture.
« Quando uscimmo [dalla sala operatoria] restai interdetto. A stento riuscivo a credere a ciò che avevo appena visto. Chiesi a Bill Longmire, "Cosa pensi adesso dell'anestesia con agopuntura?" Lui rispose che non era un buon metodo di anestesia. "Bill", dissi, "Non hai colto il punto. Se un cane parla, non puoi rimproverarlo perché parla un cattivo inglese. Quel cane parla!" Qui c'era anestesia. Non si possono eseguire quelle cose senza anestesia. Non conosciamo nulla circa questo fenomeno. Dovremmo studiarlo. »
« Quand nous sommes sortis [de la salle d'opération] je suis resté abasourdi. Je pouvais à peine croire ce que je venais de voir. J'ai demandé à Bill Longmire, « Que pensez-vous maintenant de l'anesthésie avec l'acupuncture ? » Il a répondu que ce n'était pas une bonne méthode d'anesthésie. Je lui ai dit : « Bill, vous n'avez pas touché la cible. Lorsqu'un chien parle, vous ne pouvez le blâmer parce qu'il parle un mauvais anglais. Ce chien parle ! » De même pour l'anesthésie. Vous ne pouvez pas bien fonctionner sans anesthésie. Nous ne savons rien sur ce phénomène. Nous devrions l'étudier. »
— (Frank Netter, sur la technique de l'acupuncture lors de son voyage en Chine.)
Après environ 4000 planches terminées et près de soixante années de travail, ont inspiré tous "Grey 's Anatomy, Netter il a perfectionné et réalisé le prestigieux Atlas d'anatomie humaine publié en 1989.
En Avril de la même année, Ciba-Geigy Netter a demandé de concevoir une carte conçue pour une affiche qui sera reversé à la Semaine nationale des soins infirmiers.
Inspiré par le travail de Michel-Ange "Création d'Adam« Netter représentait les mains d'un 'infirmière qui cherchaient souvent les mains du patient pour symboliser l'affection nourrie par les infirmières aux patients.
« Adoro disegnare le mani, poiché esse sono molto espressive. »
« J'aime dessiner les mains, car elles sont très expressives. »
Une semaine plus tard, il était de retour sur la route. Le 11 mai 1989, Netter a été invité d'honneur par le Dr Carl Brighton et Frederick Kaplan pour tenir un tout « Discours à l'Université de Pennsylvanie à l'occasion de la célébration du centenaire du département orthopédie, la nation de la plus ancienne. Pour l'occasion, la société Ciba-Geigy a fait une exposition avec soixante dessins originaux par Netter dans l'auditorium de l'université.
À l'été 1990, les œuvres de Frank Henry Netter ont été récompensés et ont salué la Conférence internationale des Communicateurs médecins et au cours de la même année, il a participé à la réunion l'Association américaine des anatomistes cliniques Saskatchewan (Canada) au cours de laquelle il a été nommé membre honoraire de l'Association des Art Dalley.

### Illustrations récentes et la mort
En l'hiver 1989 lors de la chirurgie pour l'élimination des vésicule biliaire les médecins ont diagnostiqué à Netter un anévrisme de l'aorte abdominale.
Netter a été hospitalisé dans 1990 un Texas Medical Center en raison de l'anévrisme qui devait être exploré. L'anévrisme était beaucoup plus grave que ce qu'il avait été perçu au diagnostic. Au cours de l'opération, il y a eu plusieurs complications et Netter a été hospitalisé dans le département de soins intensifs une fois l'opération terminée. Il a passé environ six semaines soins intensifs avant d'être déplacé dans une chambre privée. Netter, lucide et capable de respirer indépendamment, mais encore très faible, se trouva alité sans la possibilité de se déplacer sur ses jambes.
En mai 1991, il a été transféré du Texas Medical Center à Hôpital Mount Sinai de New-York.
New York, sa fille aînée, Cornelia, lui apporté un album pour dessiner et des pastels pour s'occuper. De nombreux collègues ont passé leurs journées avec lui pour ne pas qu'il se sente seul et Netter a passé ses derniers mois de vie avec l'agréable compagnie de son neveu James de sept ans.
Après une période d'amélioration, sa santé déjà précaire se détériora rapidement jusqu'à ce que, en septembre 1991, il fasse un choc septique.
Frank Henry Netter est mort à Hôpital Mount Sinai 17 septembre 1991.
En 2013, John L. Lahey, président de l'Université Quinnipiac, dédie à Frank H. Netter École de médecine du même université américain.
Au cours de sa vie, il dessina près de 4 000 planches anatomiques pour l'édition Ciba Collection of Medical Illustrations.

## Récompenses
- 1966, Townsend Harris Medal, City College of New York
- 1969, The Harold Swanberg Distinguished Service Award, American Medical Writers Association
- 1973, Distinguished Service Award, National Kidney Foundation
- 1979, Resolution of Commendation, Florida State Legislature
- 1981, Distinguished Service Award, American College of Cardiology
- 1981, Honorary Degree, Doctor of Science, New Jersey College of Medicine and Dentistry
- 1985, Honorary Degree, Doctor of Science, Georgetown University
- 1986, Life Achievement Award, Society of Illustrators
- 1986, The Solomon A. Berson Medical Alumni Achievement Award, New York University School of Medicine
- 1986, Honorary Degree, Doctor of Science, University of Sherbrooke, Canada
- 1986, Lifetime Achievement Award, Association of Medical Illustrators
- 1986, Dedication of the Netter Library, CIBA-Geigy Corporation
- 1987, Honorary Member, Radiologic Society of North America
- 1988, Honorary Award for Contribution to Knowledge of Musculoskeletal System, American Academy of Orthopedic Surgeons
- 1988, Honorary Fellowship, Medical Artists Association of Great Britain
- 1990, Award of Special Recognition, Association of Medical Illustrators
- 1990, Honorary Member Award, American Association of Clinical Anatomists

## Œuvre
- Atlas d'Anatomie Humaine. Éd. Elsevier-Masson, 2015.  (ISBN 978-2294741241)